# Un lugar soñado
Un lugar soñado es el segundo álbum en vivo de Ismael Serrano, sin contar el álbum no oficial Básico. Se grabó en directo en dos actuaciones en el Teatro Gran Rex de Buenos Aires los días 6 y 7 de junio de 2008 durante la gira de su anterior disco Sueños de un hombre despierto.
En la presentación que hace el propio artista en el álbum, explica el porqué del título:

Bienvenidos a Peumayén. Aquí se mezcla el sueño y la realidad. No en vano Peumayén quiere decir en la lengua mapuche "lugar soñado". Desde que aquí parten los barcos para regresar con sus redes cargadas de sueños, los habitantes de Peumayén, hombres y mujeres despiertos, otean más allá del horizonte tratando de encontrar la esperanza que alumbra de vida las olas que chocan contra nuestra malherido malecón, la luz de nuestro faro nunca se apaga, para que su eterno parpadeo avise a todos los navegantes de que aquí siempre encontrará refugio, aquí siempre serán bienvenidos. Y ahora, desde este lugar soñado, asumamos el reto de estar vivos y abramos ventanas a la esperanza, certeza de futuro, motor de vida.

## Lista de canciones
DISCO 1
1. Somos - 5:49

2. Canción Para Un Viejo Amigo - 4:53

3. Sucede Que A Veces - 5:40

4. Canción De Amor Y Oficina - 5:33

5. Caperucita - 6:41

6. Penélope Espera En Peumayén - 11:25

7. Sesión Continua - 5:09

8. Vine Del Norte - 5:23

9. A Las Madres De Mayo - 4:58

10. Zamba Del Emigrante (con Mercedes Sosa) - 4:22

11. Si Se Callase El Ruido - 5:07

12. Tantas Cosas - 4:46

DISCO 2
1. Ya ves - 9:40
2. Recuerdo - 5:34
3. Canción de amor propio - 5:30
4. Observando las estrellas - 4:54
5. Habitantes de Alfa Centauro encuentran la sonda Voyager - 3:27
6. Últimamente - 4:10
7. Vértigo - 7:50
8. Casandra - 5:06
9. La extraña pareja - 6:22
10. Como la cigarra - 3:42
11. Papá cuéntame otra vez - 4:15
12. Eres - 4:16
13. Ya nada es lo que era - 5:10

El disco está editado en una caja en la que se incluyen 2 CD y también 2 DVD con la grabación de 20 de las canciones y 7 bises, un documental sobre la gira y 2 videoclips.
DVD 1
1. Somos
2. Canción para un viejo amigo
3. Sucede que a veces
4. Canción de amor y oficina
5. Caperucita
6. Sesión continua
7. Vine del norte
8. A las madres de mayo
9. Zamba del emigrante
10. Si se callase el ruido
11. Tantas cosas
12. Ya ves
13. Recuerdo
14. Reflejos perdidos
15. Canción de amor propio
16. Habitantes de Alfa Centauro encuentran la sonda Voyager
17. Últimamente
18. Vértigo
19. Casandra
20. La extraña pareja

BISES
1. Como la cigarra
2. Papá cuéntame otra vez
3. Eres
4. Ana
5. Ya nada es lo que era
6. No estarás sola
7. Cambalache

DVD 2
1. Diario de una gira
1. Documental
2. Abuelas de Plaza de Mayo
3. Mercedes Sosa

2. Videoclips
1. Casandra
2. Si se callase el ruido

3. Fotos
1. Disco / Directo / Backstage de los Rodajes de Videoclips
2. Recuerdos de una gira

4. Links